# La Cumbre (La Paz)

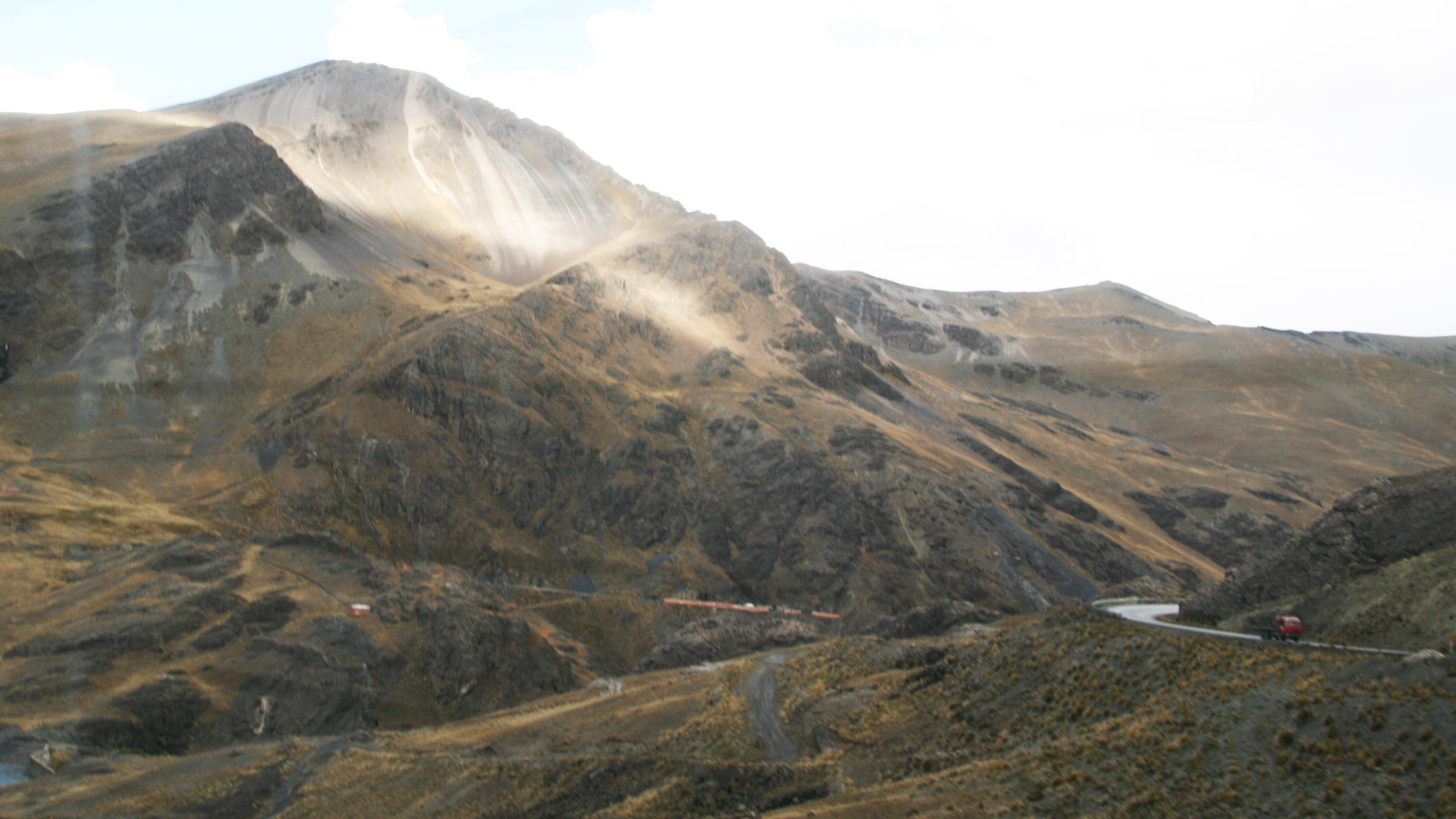
Die Landschaft am Pass

La Cumbre (4670 m) ist der Name einer Passhöhe in Bolivien, über die der Straßenverkehr auf der Nationalstraße Ruta 3 von den Metropolen La Paz und El Alto auf dem bolivianischen Altiplano über die Yungas-Täler mit dem bolivianischen Tiefland abgewickelt wird. Direkt südlich der Passhöhe zweigt von der Ruta 3 die Ruta 41 ab, die von hier aus als direkte Straßenverbindung nach El Alto vorgesehen ist.
Auf der Fahrt von La Paz auf der Yungas-Straße über den La Cumbre-Pass nach Coroico werden auf einer Strecke von rund 63 Kilometern etwa 3500 m Höhenunterschied überwunden und vom Schnee und Eis auf Höhe des Passes bis zum tropischen Regenwald im Tal fast alle Klima- und Ökozonen Südamerikas durchquert.

## Yungas-Straße
Über La Cumbre verläuft die 65 Kilometer lange alte Yungas-Straße (spanisch el camino a los yungas oder el camino a las yungas) von La Paz in die Yungas, die bis zu ihrem Teil-Ausbau im Jahr 2006 als gefährlichste Straße der Welt bezeichnet wurde und den Beinamen Todesstraße (spanisch el camino de la muerte) trug. Von La Cumbre aus fällt die Straße in vielen Serpentinen bis auf etwa 1200 m bei Yolosa kurz vor der Stadt Coroico ab.

## Río Unduavi
Direkt oberhalb des La Cumbre-Passes entspringt in einem kleinen Bergsee auf einer Höhe von 4744 m auf 16/19/48/S und 68/03/05/W der Río Unduavi, der von hier aus in südöstlicher Richtung fließt, die Passstraße unterquert und sich nach einer Länge von 68 Kilometern bei der Siedlung Puente Villa mit dem Río Taquesi zum Río Tamampaya vereinigt, der flussabwärts über den Río de la Paz zum Río Beni hin fließt.

## Laguna Estrellani
Direkt westlich des La Cumbre-Passes liegt auf einer Höhe von 4648 m der Bergsee Laguna Estrellani, der eine Länge von 700 Metern und eine Breite von bis zu 500 Metern aufweist. Aus der Laguna Estrellani fließt in südlicher Richtung der Río Chuquiaguillo, der in seiner Verlängerung als Río Orkho Jahuira die Stadt La Paz erreicht und in den Oberlauf des Río de la Paz mündet.

## Cotapata-Nationalpark
Direkt nördlich des La Cumbre-Passes schließt sich der Cotapata-Nationalpark (Parque nacional y área natural de manejo integrado Cotapata (PN y ANMI Cotapata)) an, der 1993 gegründet wurde und eine Fläche von 650 km² umfasst. Auf dem Gebiet des Cotapata-Nationalparks liegen die Gipfel des Manquilizani (5.324 m), des Telata (5336 m) und des Illampú (5519 m).

## Vuelta a Bolivia
Über den La Cumbre-Pass verlief das jährliche Straßenradrennen der Vuelta a Bolivia, die aus dem Tiefland vom Departamento Santa Cruz über das Departamento Cochabamba und das Departamento Oruro zum Departamento La Paz führte und auf der fünften Etappe mit dem La Cumbre-Pass ihren höchsten Punkt erreichte. Wegen dieser Höhenlage wurde der Wettbewerb auch als „Dach der Radsportwelt“ bezeichnet.